# Lauren Schmidt Hissrich
Lauren Schmidt Hissrich – amerykańska producentka i scenarzystka telewizyjna.

## Życiorys
Pochodzi z Westerville w Ohio. Jest absolwentką Wittenberg University w Springfield (2000). Była autorką scenariuszy m.in. do amerykańskich seriali: Justice (2006–2007), Drive (2007), Prywatna praktyka (2007–2013), Parenthood (2010–2015), Power (2014–2019), The Umbrella Academy (2019). W 2019 wyprodukowała dla Netfliksa serial Wiedźmin.